# ミリ波電波天文学研究所

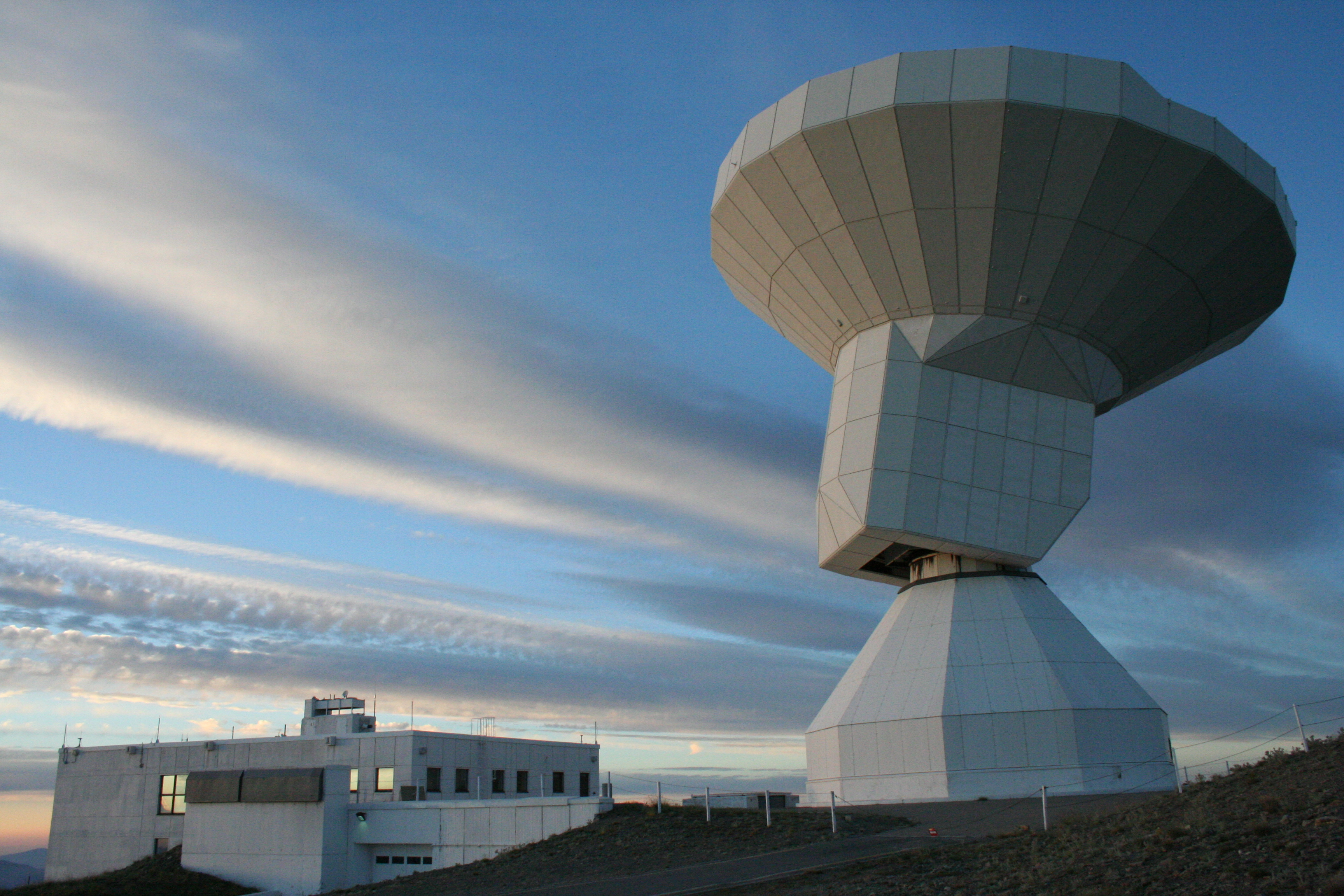
IRAM30m望遠鏡

ミリ波電波天文学研究所 (Institut de radioastronomie millimétrique, IRAM) は、フランスのグルノーブルに本部を置く国際電波天文学研究所である。略称から単に「イラム」とも呼ばれることもある。
ミリ波を観測する2つの電波望遠鏡、スペインシエラネバダ山脈にあるIRAM30m望遠鏡とフレンチ・アルプスにあるビュール高原電波干渉計を運営している。両望遠鏡とも、水蒸気による電波の吸収を避けるために高地に設置されている。この二つの望遠鏡は、グルノーブルとスペインのグラナダにあるIRAMのオフィスによってそれぞれ管理されている。またこれらの二つの望遠鏡は、超長基線電波干渉法を用いて、一つの巨大な電波望遠鏡として機能させることができる。
IRAMはフランス・ドイツ・スペインの国際協力機関として1979年に設立された。フランス国立科学研究センター、ドイツのマックス・プランク研究所、スペインの国立地理研究所が各国のパートナー研究機関である。IRAMの研究対象は、主に太陽系、銀河系、系外銀河に分布する星間物質（星間分子や塵）であり、それらの組成や物理的パラメータ（温度や密度など）などを調べることによって宇宙の歴史や星の誕生と死などの過程を明らかにすることを目的としている。

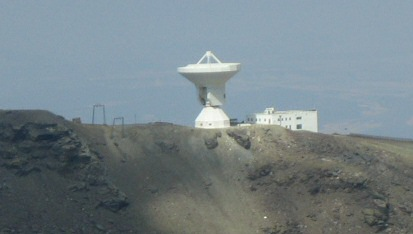
IRAM 30m電波望遠鏡
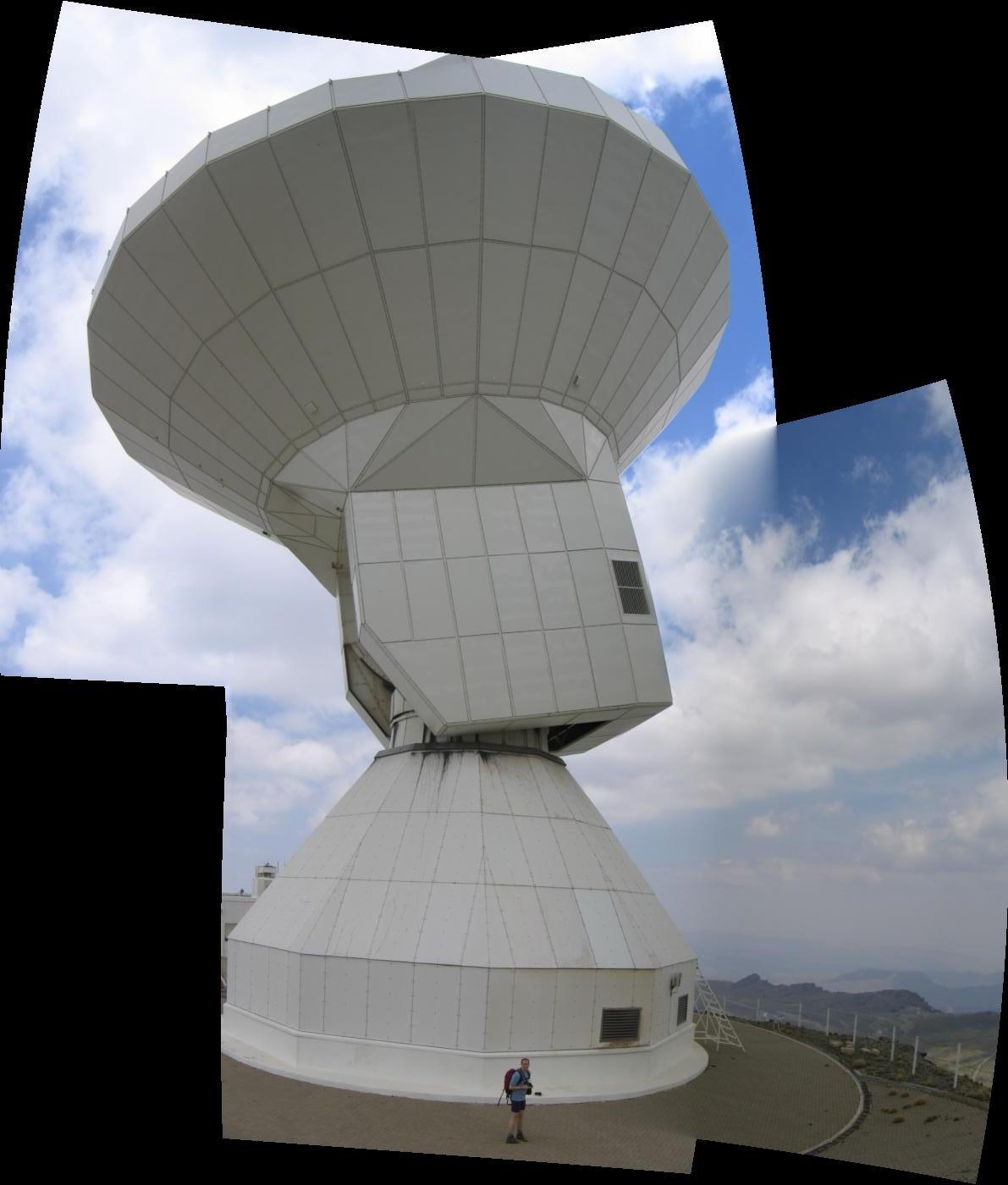
Closeup of the 30-m
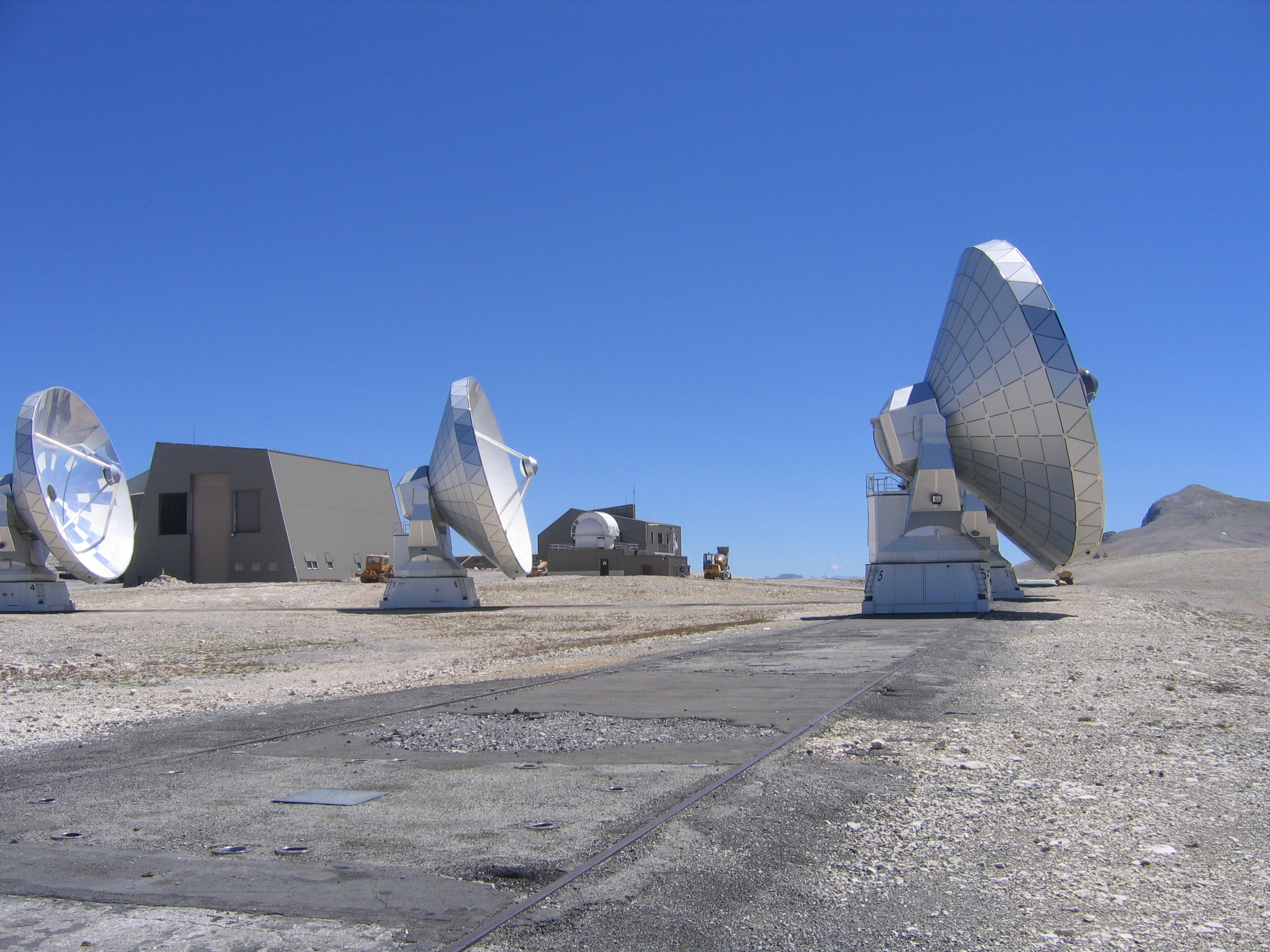
ビュール高原電波干渉計